# Емір Сахіті
Емір Сахіті (алб. Emir Sahiti; нар. 29 листопада 1998, Земун) — косовський футболіст, нападник німецького клубу «Гамбург» та національної збірної Косова.
Виступав, зокрема, за клуб «Хайдук» (Спліт).
Дворазовий володар Кубка Хорватії.

## Клубна кар'єра
Народився 29 листопада 1998 року в місті Земун.
У дорослому футболі дебютував 2014 року виступами за команду «Трепча'89», в якій провів один сезон.
Згодом з 2015 по 2021 рік грав у складі команд «Работнічкі», «Хайдук-2» (Спліт), «Хайдук» (Спліт) та «Шибеник».
Своєю грою за останню команду знову привернув увагу представників тренерського штабу клубу «Хайдук» (Спліт), до складу якого повернувся 2021 року. Цього разу відіграв за сплітської команди наступні три сезони своєї ігрової кар'єри. Більшість часу, проведеного у складі «Хайдука», був основним гравцем атакувальної ланки команди.
30 серпня 2024 року перейшов до клубу «Гамбург».

## Виступи за збірні
У 2015 році дебютував у складі юнацької збірної Албанії (U-19), загалом на юнацькому рівні взяв участь у 1 грі.
Протягом 2018—2019 років залучався до складу молодіжної збірної Албанії. На молодіжному рівні зіграв у 10 офіційних матчах, забив 2 голи.
У 2022 році дебютував в офіційних матчах у складі національної збірної Косова.
Загалом протягом кар'єри в національній команді провів у її формі 5 матчів, забивши один гол.
| Дата      | Місто    | Господарі | Результат | Гості             | Турнір                               | Голи | Примітки |
| --------- | -------- | --------- | --------- | ----------------- | ------------------------------------ | ---- | -------- |
| 9-6-2022  | Приштина | Косово    | 3 – 2     | Північна Ірландія | Ліга націй УЄФА 2022-2023 - 1-й етап | -    | 88'      |
| 12-6-2022 | Волос    | Греція    | 2 – 0     | Косово            | Ліга націй УЄФА 2022-2023 - 1-й етап | -    | 90+1'    |
| 6-9-2024  | Приштина | Косово    | 0 – 3     | Румунія           | Ліга націй УЄФА 2024-2025 - 1-й етап | -    | 81'      |
| 9-9-2024  | Ларнака  | Кіпр      | 0 – 4     | Косово            | Ліга націй УЄФА 2024-2025 - 1-й етап | -    | 70'      |
| Усього    |          | Матчів    | 4         |                   | Голів                                | 0    |          |

## Титули і досягнення
- Володар Кубка Хорватії (2):

«Хайдук» (Спліт): 2021–2022, 2022–2023